# Complexe léopard

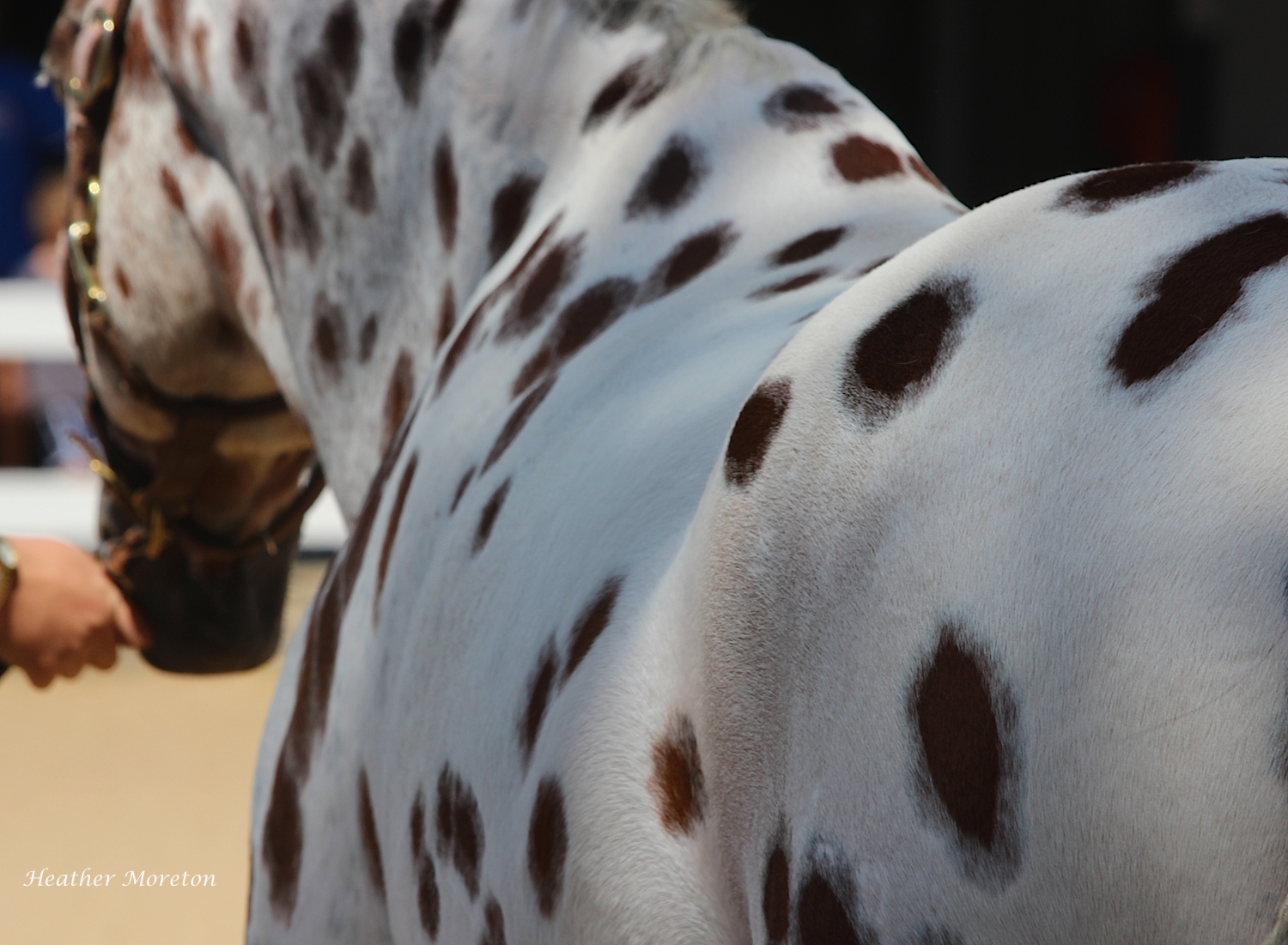
Cheval Knabstrup à la robe tachetée léopard, au Kentucky Horse Park.

Le complexe léopard est la mutation génétique à l'origine des robes tachetées (ou à tort robes appaloosa), un groupe de robes du cheval souvent caractérisées par de petites taches rondes de couleur claire ou foncée. 
Le gène responsable, nommé « Léopard », est noté « LP ». La mutation qui en est à l'origine semble très ancienne. En plus de la couleur de robe, le gène LP est responsable de sabots striés, d'une sclérotique de l’œil apparente, et de la peau marbrée. Les robes du complexe léopard se déclinent en léopard, capé, flocon de neige, marmoré et givré. 
Typiquement associées à la race américaine du cheval Appaloosa, ces robes se retrouvent pourtant parmi de nombreuses autres races, y compris européennes, comme le Knabstrup et le Noriker. Elles peuvent être à l'origine d'une cécité nocturne congénitale stationnaire.

## Dénomination
Il existe une confusion terminologique pour désigner le complexe léopard. Selon les Haras nationaux français, le nom officiel est « panachure de type tacheté » ; Jean-François Ballereau parlant plus simplement de « robes tachetées ». 
Le gène responsable porte le nom de « léopard », à la suite de sa définition comme leopard complex, LP, proposée par D. P. Sponenberg en 1982.
De nombreuses personnes utilisent cependant le nom de « robe appaloosa » (Appaloosa désignant une race chevaline américaine qui porte souvent cette robe), malgré son inadéquation avec les classifications officielles, et la confusion qu'il apporte,.

## Histoire
Des représentations de chevaux tachetés sur les peintures rupestres des grottes de Lascaux et de Pech Merle reproduites il y a 20 ou 25 000 ans. Les deux « chevaux ponctués » de Pech Merle ont ainsi des robes de type léopard. En Chine, vers 3500 av. J.-C., des statuettes représentatives de chevaux avec une robe de type blanket ont été retrouvées. Le prophète Zarathoustra, probablement en Mésopotamie turkmène « possédait des chevaux à la robe tachetée » vers 1000 av. J.-C. Xénophon, au IVe siècle av. J.-C., vante les qualités des chevaux d’Épire ou de Thrace « toujours blancs ou tachetés » dans son Traité de l'équitation.

## Les différentes robes tachetées

### Léopard

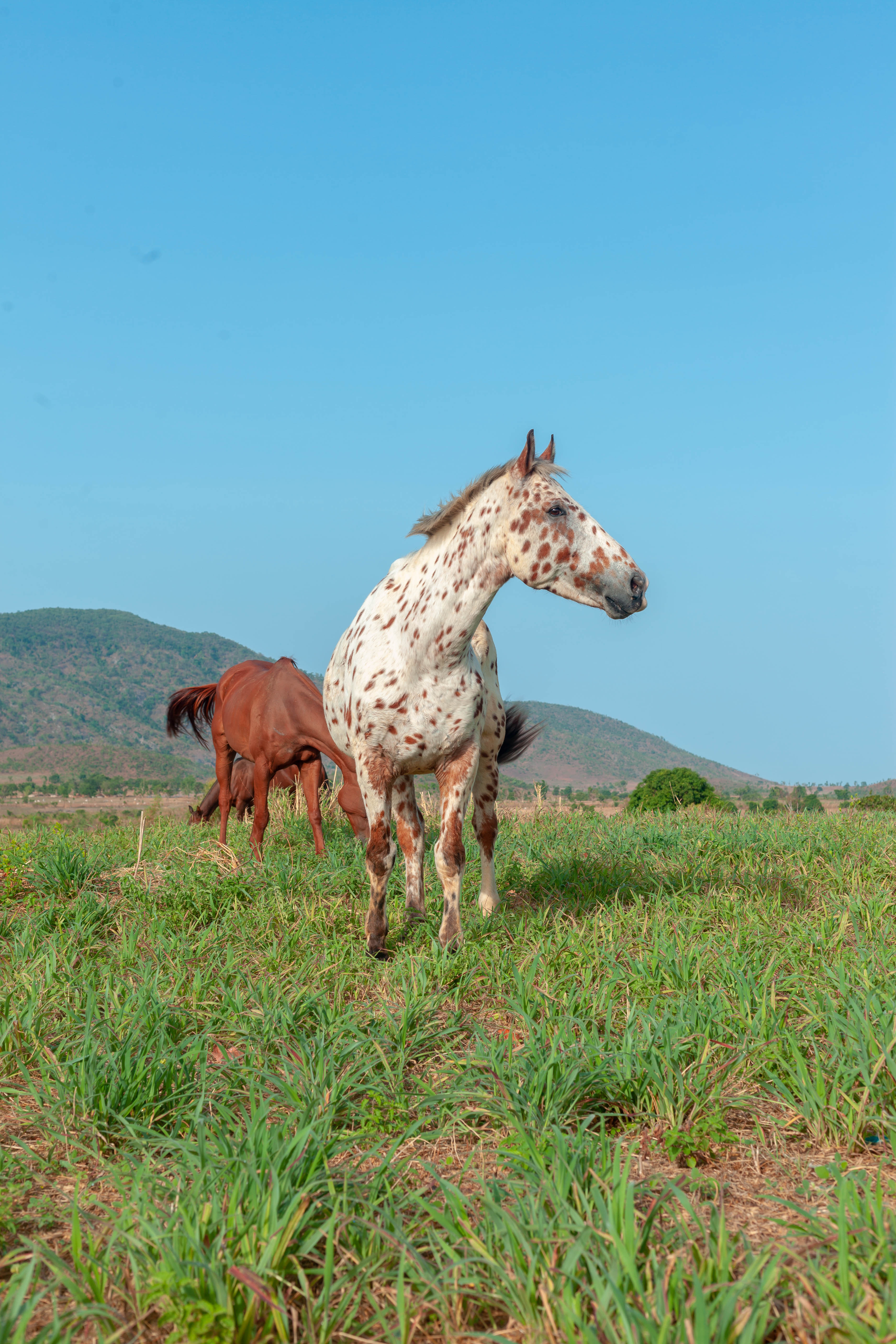
Cheval à robe léopard au Nigeria.

La robe apparaît entièrement recouverte de petites taches de couleur sur un fond blanc, comme le pelage de certains félins ou du chien dalmatien. Quand les taches colorées sont de très petite taille, cette robe est dite few spots en anglais.

### Capé et capé taché
Dit blanket pour les anglo-saxons. L'avant-main est souvent unie, l'arrière-main est blanche. De petites ou grosses taches de couleur peuvent y apparaître (spotted blanket). Les bords sont nets.

### Flocon de neige
De petites taches blanches semblables à des flocons sont réparties sur le corps.

### Marmoré
Dite également varnish roan, cette robe est souvent confondue avec le pie et le rouan. Elle se présente comme parsemée de poils blancs, sauf sur les zones osseuses comme la tête, le garrot, les épaules et les hanches.

### Givré
Dit également « frost ». La robe présente des taches blanches sur les reins ou les hanches avec des poils blancs, plus ou moins nombreux, sur la ligne du dos.

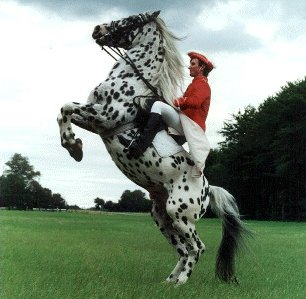
Léopard
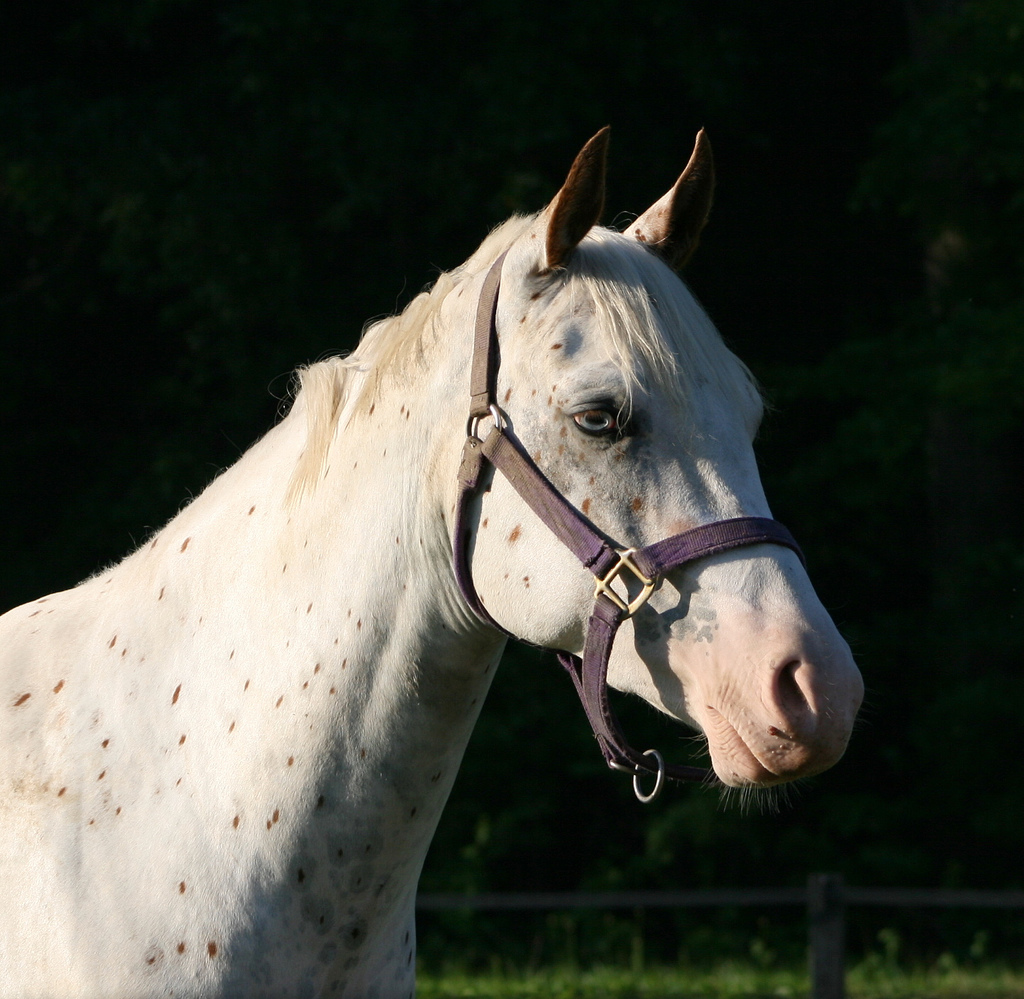
Few spots
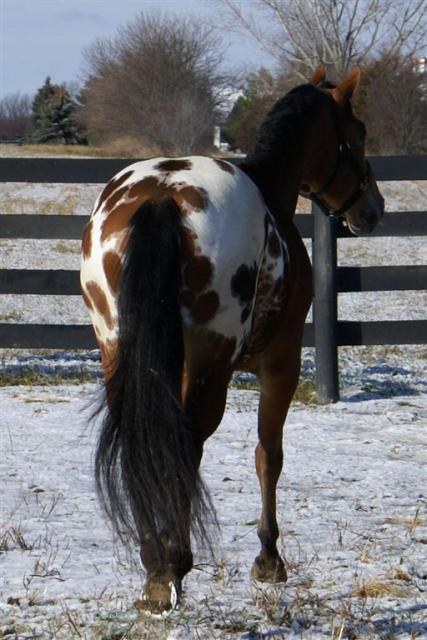
Capé
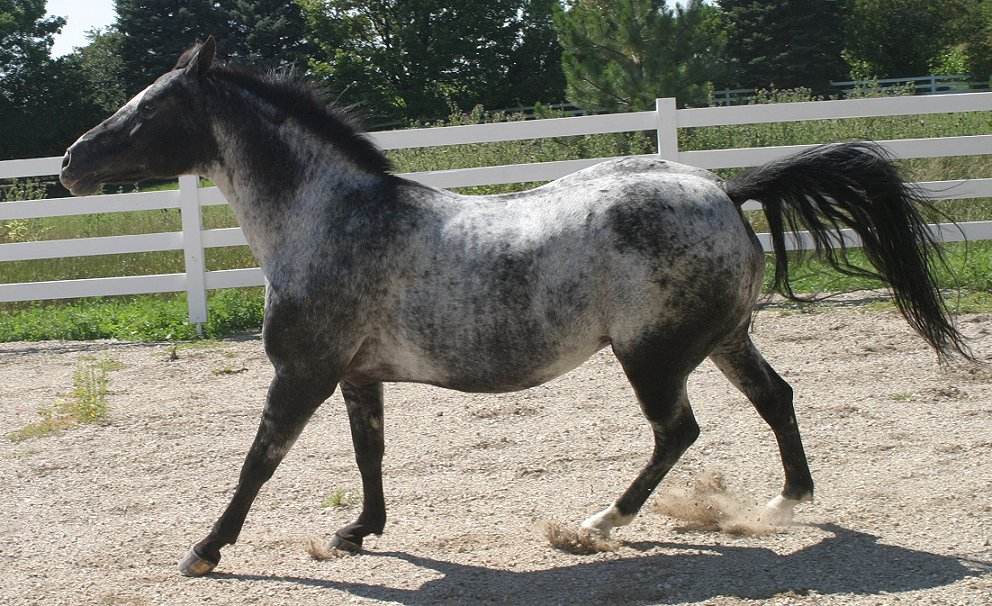
Marmoré
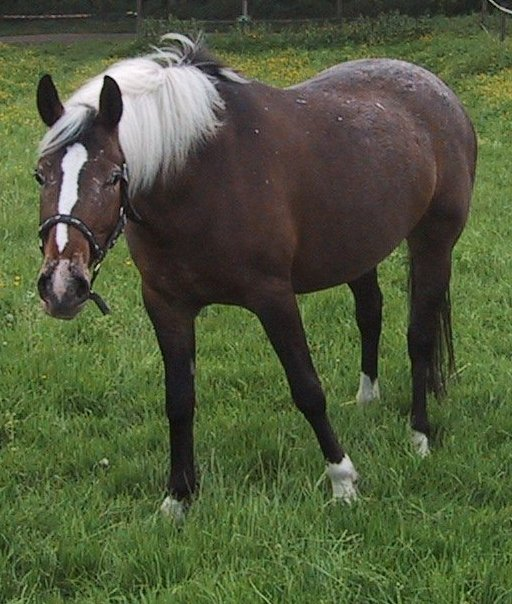
Givré

## Races de chevaux tachetés
L'Appaloosa a très souvent une robe tachetée, et le nom de cette race est fréquemment associé à la robe, bien que la robe tachetée ne soit aucunement limitée à cette race. Le Knabstrup, cheval danois issu d'animaux espagnols, et le Noriker d'Autriche, en sont également des porteurs fréquents.

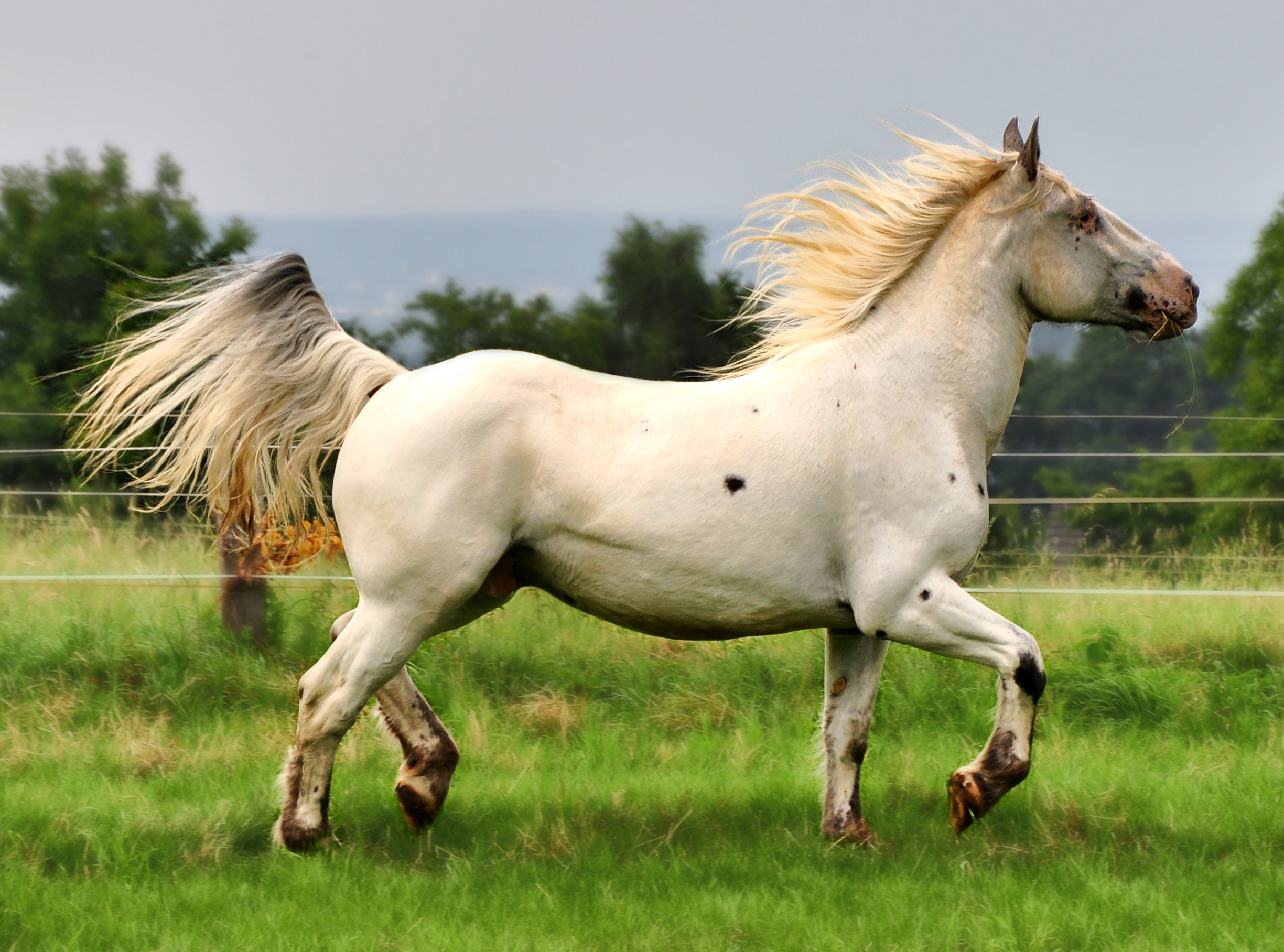
Noriker
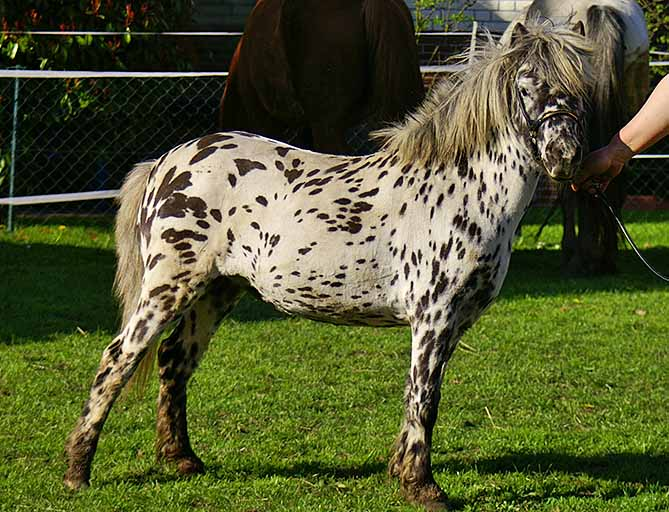
Poney Mini-Appaloosa
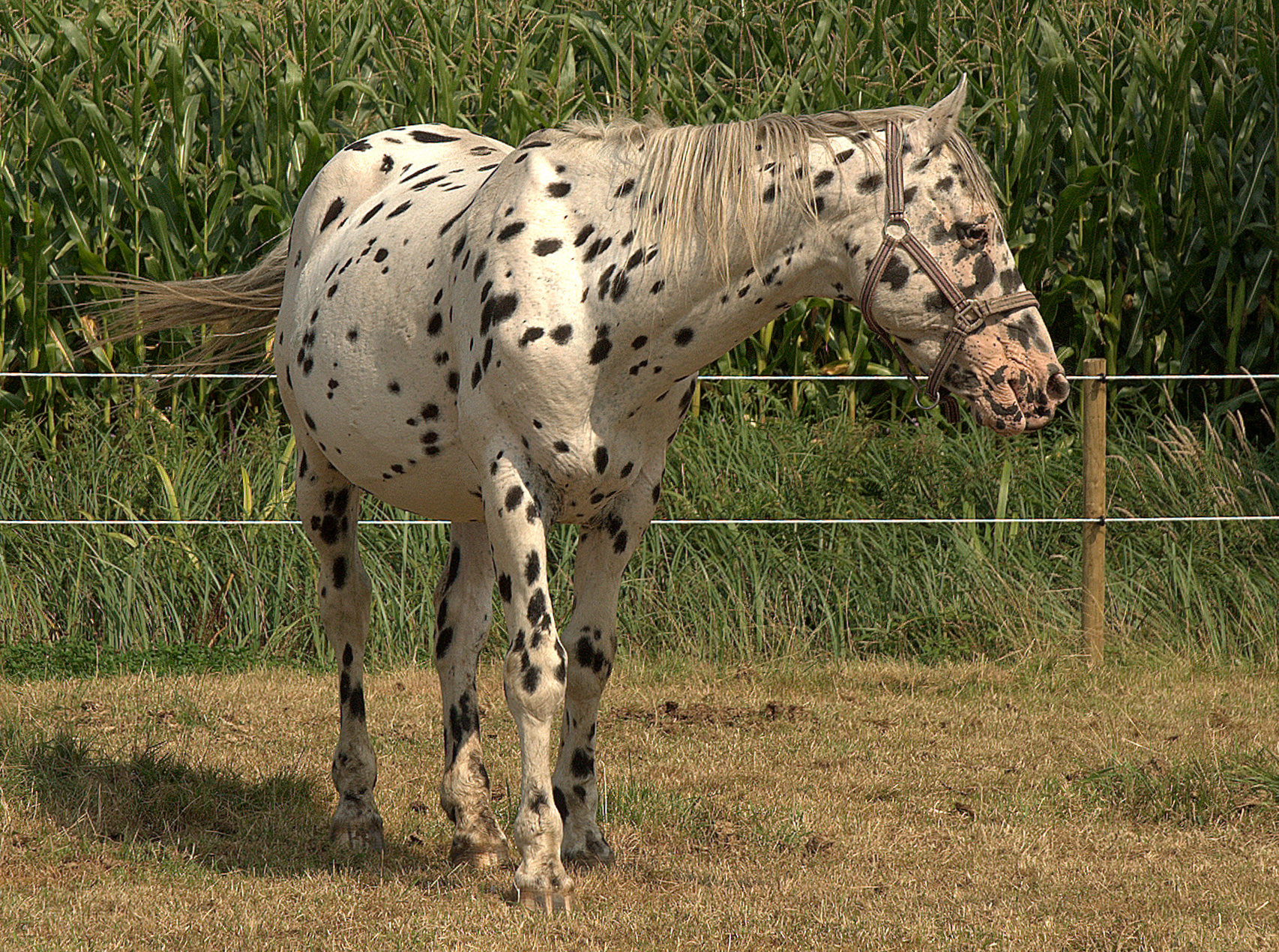
Knabstrup
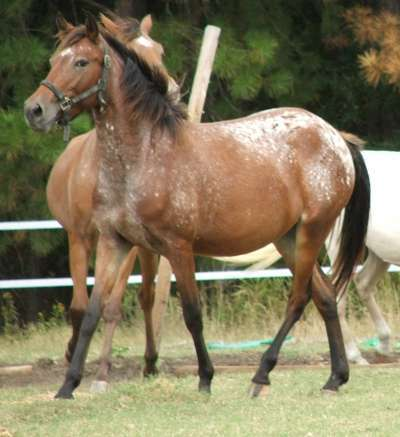
Genet d'Espagne

## Problèmes de santé liés
Cécité nocturne congénitale stationnaire chez les homozygotes.